# Jakow Liwszyc
Jakow Abramowicz Liwszyc (ros. Яков Абрамович Лившиц, ur. 22 grudnia 1895?/3 stycznia 1896 w Mozyrzu, zm. 1 lutego 1937 w Moskwie) – radziecki działacz państwowy.

## Życiorys
Pochodził z rodziny żydowskiej. Początkowo działał w partii eserowskiej, w marcu 1917 wstąpił do SDPRR(b), 1918 został funkcjonariuszem Czeki. W 1919 był kolejno szefem Wydziału Tajno-Operacyjnego i zastępcą przewodniczącego kijowskiej gubernialnej Czeki oraz zastępcą przewodniczącego czernihowskiej gubernialnej Czeki, a w 1920 zastępcą przewodniczącego i do 12 sierpnia 1920 p.o. przewodniczącego charkowskiej gubernialnej Czeki. Od sierpnia 1920 do lutego 1921 był przewodniczącym czernihowskiej gubernialnej Czeki, od kwietnia 1921 do 6 lutego 1922 przewodniczącym kijowskiej gubernialnej Czeki, od 6 lutego do listopada 1922 przewodniczącym kijowskiego gubernialnego oddziału GPU, a od października do grudnia 1922 instruktorem KC KP(b)U. Od listopada 1922 do 1923 pracował w KC KP(b)U, od września 1923 do lutego 1924 był szefem Sekcji Tajno-Operacyjnej GPU przy Radzie Komisarzy Ludowych Ukraińskiej SRR, a 1923-1924 zastępcą przewodniczącego GPU przy Radzie Komisarzy Ludowych Ukraińskiej SRR. W 1927 został wykluczony z WKP(b) na fali rozprawy Stalina z trockizmem, 1928 przyjęty ponownie do partii. W latach 1930–1933 był szefem Kolei Południowej, 1933-1934 szefem Kolei Północno-Kaukaskiej, potem do 1935 szefem Kolei Moskiewsko-Kurskiej, a od 1935 do listopada 1936 zastępcą ludowego komisarza komunikacji drogowej ZSRR. W 1922 został odznaczony Orderem Czerwonego Sztandaru oraz Orderem Lenina (1932).
16 listopada 1936 został aresztowany, 30 stycznia 1937 skazany na śmierć przez Wojskowe Kolegium Sądu Najwyższego ZSRR pod zarzutem zorganizowania antyradzieckiego centrum trockistowskiego i kierowania działalnością terrorystyczną i szpiegowską, następnie rozstrzelany. 13 czerwca 1988 pośmiertnie zrehabilitowany.